# Houzz
Houzz是美國一家關於居家裝修設計的跨國網際網路公司，公司於2009年由 Adi Tatarko、Alon Cohen 聯合創立，總部設在加利福尼亞州的帕羅奧圖。Houzz結合內容、社群、電商，作為一個線上社群、電子商務平台，提供裝修設計師上傳、分享關於建築、室內設計、裝潢、的文章和圖片，協助一般使用者尋找適合的設計靈感，媒合屋主和室內設計師，同時也提供家飾商品服務。2017年，Houzz完成E輪融資，估值達到40億美元。

## 歷史
Houzz是由聯合創始人夫妻 Adi Tatarko 和 Alon Cohen 於 2009 年 2 月推出的線上平台。起初，他們想要裝修自己的家園，過程中，他們發現很難找到合適的專業人士、設計師，同時也很難找到符合需求的裝修方案。因此，為了能滿足自己裝修的需求，他們於2009年建置了Houzz網站，幫助自己進行房屋改造，以解決房屋裝修方案很難進行的問題。但很快地，透過口耳相傳，他們陸陸續續收到來自舊金山灣區以外的屋主和專業設計師的電子郵件，詢問他們是否能在Houzz上增設更多類別，並擴展到其他地區。於是，Houzz在2010年登記成了一家公司。
2010年11月，Houzz發布了iPad版本的應用程式，並於2012年12月發布該應用程式的Android版本。
2014年1月，Houzz宣布在英國、德國和澳大利亞成立辦公室並招募當地人才、主管，加速擴張至全球，與此同時，公司已經有35%的網站流量來自美國以外。
2014年12月，Houzz宣布從日本開始，向亞洲以及歐洲其他地區擴張。

## 公司

### 產品與技術
2013年7月，Houzz推出了Real Cost Finder，這是一種互動式工具，可以根據Houzz社群收集來的數據，幫助使用者計劃房屋裝修和總成本。提供預算較低的人負擔得起的大眾市場家具和多樣化的選擇。
2014年2月，Houzz推出了Site Designer，這是一款針對裝修專業人士的免費網站構建和發布工具。網站與專業人士的Houzz個人主頁連動，能夠讓專業人士從現有的個人主頁中取得圖片、評論和其他資訊， 使用者也可以在網站上找到家具、專業的裝修專家、設計師。
2015年5月，Houzz推出了Houzz TV。
2016年1月，Houzz推出了適用於 Android 平台的 Sketch。Sketch也有網頁版。
2016年2月，Houzz在其iOS和Android的應用程式中推出了 View in My Room，讓使用者可以將Houzz Marketplace的商品，在購買前以虛擬的方式呈現在家中。
2016年3月，Houzz宣布已向第三方合作夥伴開放商業API，以Shopify作為第一個整合點，協助商家銷售和管理庫存。
2016年9月，Houzz推出了Visual Match，一種使用深度學習技術分析的視覺識別工具，此工具可分析Houzz上的裝修照片，產生與Houzz Marketplace上相似的家具和裝飾商品，提供給使用者瀏覽、購買。
2017年5月，Houzz推出了其iPhone和iPad應用程式的一個新工具，View in My Room 3D，可以讓使用者以 3D 方式預覽商品在自己周遭環境中的樣子。隨著Apple於2017年9月推出iOS 11版本，Houzz也為其iPhone和iPad應用程式推出了3D AR工具的升級版本，讓使用者可以在他們的房間中預覽和移動商品。
2018年3月，Houzz的Android應用程式更新了對ARCore的支援，讓使用者能夠在家中任何地方以虛擬的方式放置家具和其他物品，瀏覽整體的外觀。

### 收購
2015年8月，Houzz進行了第一次收購，收購NBC環球的園藝和家居建議網站GardenWeb。

## 家裝設計照片資料庫
截至2014年12月，Houzz上擁有數百萬張室內設計、外部設計的圖片。 使用者可依照需求（房間類型、風格、地區）瀏覽照片，並在網站個人收藏服務（ideabook）中為照片加入書籤，到目前為止，被收藏的次數達到數億次，使用者可以單擊圖片，了解設計師的更多資訊、向設計師提出問題、查看照片中所標記的產品資訊。
截至2015年8月，網站擁有超過700萬張的高畫質照片（包含室內、室外、花園等）。至2017年，家裝設計照片的數量已超過1700萬張。

## 專家目錄
Houzz有一個可供屋主與家居裝修專業人士聯繫的網站目錄。該平台可讓消費者搜索不同類型的可聘請專業人士，查看他們以前的專案，並通過與他們討論或詢問問題，最終聘請他們。

## 聲譽
- 美國雜誌《Real Simple》將Houzz稱為「the online equivalent of clipping décor images from magazines.」。[29]
- 《彭博商業周刊》稱Houzz為「An online antidote to the housing bust.」。[30]
- 《Architectural Digest》寫道：「This app will stoke your imagination.」
- TechCrunch寫道：「Houzz appears to be a decent idea that's been executed well.」。[31]
- 《聖荷西信使新聞報》寫道：「You'll find ... ideas for your swipe file there that you and your architect can both contribute to and comment on.」。[32]
- 《華爾街日報》稱「Houzz is ... a well of inspiration at the tip of your swiping fingers.」，並稱該應用程式是iOS上為數不多獲得5星評分的非遊戲應用程式。[33]

### 獎項
2016年5月，Houzz在Google舉辦的首屆Google Play Awards中獲得了「最佳應用獎」。「使用者體驗和高星級評價」是Google小組考量的因素之一。
2018年5月，Houzz 被北加州哈佛商學院協會評為第40屆年度創業公司。
2021年11月，Houzz在Google Play’s Best of 2021中獲得了「年度最佳平板電腦應用程式」。

## 爭議
2015年10月，Houzz和解了一項訴頌「為了解除有關該公司違反加利福尼亞隱私法的指控，即在沒有告知通話雙方他們被錄音的情況下記錄來電和去電」。

## 註解
1. Houzz Inc. 在台灣登記為美商好適家有限公司（HIC II LLC, Taiwan Branch (U.S.A.)）[1]，目前產品並未支持中文，故官方均直接使用英文的「Houzz」名稱。

## 外部連結
- 官方網站 （页面存档备份，存于）